# Zygaena carniolica
Zygaena carniolica (Scopoli 1763) је врста ноћног лептира (мољца) из породице Zygaenidae.

## Распрострањење
Zygaena carniolica је честа на подручју Европе, искључујући британска острва и северну Скандинавију. Насељава и Малу Азију до Ирана. У Србији је честа врста, у Војводини је ретка, јавља се од низијских предела до преко 1500 метара надморске висине. Насељава осунчане ливаде, степске падине, суве пашњаке и шумске чистине.

## Опис
Лептир је карактеристичан и веома упадљиво обојен, као и већина врста из овог рода. Предња крила су тамно плаве или црне боје са шест црвених мрља оивиченох светлим жутим или белим пољима. Задња крила су црвена са црном ивицом. Абдомен је тамно плаве или црне боје, понекад са црвеним појасем. Гусеница је обично бледо зелена са низом троугластих црних мрља на боковима. и длакава. Распон крила је  30–35 mm.

## Биологија
Z. carniolica лети од јуна до августа и јавља се једна генерација годишње. Често се може срести на ливадама на различитом цвећу, пошто се лептир храни нектаром биљака из породице Fabaceae. Гусеница се храни биљкама из родова Lotus, Anthyllis, Dorycnium и Onobrychis. Врста презимљава у стадијуму гусенице, која се улуткава од маја до јуна.